# Rokha (huyện)
Rukha là một huyện thuộc tỉnh Panjshir, Afghanistan. Dân số thời điểm năm 1999 là  người.